# سيرجيو كوربوتشي
سيرجيو كوربوتشي (6 ديسمبر 1926 - 1 ديسمبر 1990)، هو مخرج وكاتب سيناريو ومنتج إيطالي. قام بإخراج أفلام سباغيتي الغربية العنيفة للغاية وأفلام الحركة الكوميدية برعم سبنسر وتيرينس هيل . 

## روابط خارجية
- سيرجيو كوربوتشي في قاعدة بيانات الأفلام على الإنترنت
- سيرجيو كوربوتشي على موقع فايند أغريف